# Jon Istad
Jon Istad (ur. 29 lipca 1937 w Voss, zm. 17 maja 2012 tamże) – norweski biathlonista, wicemistrz olimpijski i wielokrotny medalista mistrzostw świata.

## Kariera
Razem z Olą Wærhaugiem, Olavem Jordetem i Magnarem Solbergiem zdobył srebrny medal w sztafecie na Zimowych Igrzyskach Olimpijskich 1968 w Grenoble. Oprócz tego startował również na rozgrywanych cztery lata wcześniej igrzyskach w Innsbrucku oraz Zimowych Igrzyskach Olimpijskich 1960 w Squaw Valley, we wszystkich trzech przypadkach zajmując jedenaste miejsce w biegu indywidualnym.
W 1962 roku zajął trzecie miejsce w zawodach drużynowych podczas mistrzostw świata w Hämeenlinna. Wynik ten powtórzył na rozgrywanych rok później mistrzostwach świata w Seefeld, a na mistrzostwach świata w Garmisch-Partenkirchen w 1966 roku zdobył dwa złote medale. Najpierw zwyciężył w biegu indywidualnym, wyprzedzając Polaka Józefa Gąsienicę-Sobczaka i Władimira Gundarcewa z ZSRR. Został tym samym drugim w historii norweskim biathlonistą, który został mistrzem świata. Następnie razem z Ragnarem Tveitenem, Ivarem Nordkildem i Olavem Jordetem był też najlepszy w sztafecie. W biegu indywidualnym był też trzeci na mistrzostwach świata w Altenbergu w 1967 roku, gdzie przegrał tylko z Wiktorem Mamatowem z ZSRR i Polakiem Stanisławem Szczepaniakiem. Dwa dni później Norwegowie w składzie: Istad, Tveiten, Wærhaug i Jordet ponownie zdobyli złoty medal w sztafecie. Swój ostatni medal wywalczył na mistrzostwach świata w Zakopanem w 1969 roku, gdzie wraz z kolegami z reprezentacji był drugi w sztafecie. W biegu indywidualnym był tym razem dziewiąty.
Był również brązowym medalistą w drużynowym strzelaniu z karabinu standardowego w trzech postawach na 300 m na mistrzostwach świata w strzelectwie w 1962 w Kairze.
Jego syn, Sverre Istad, oraz bratanica – Gro Marit Istad-Kristiansen także uprawiali biathlon.

## Osiągnięcia

### Igrzyska olimpijskie
| Rok  | Miejscowość  | Konkurencje | Konkurencje | Konkurencje | Konkurencje | Konkurencje | Konkurencje | Konkurencje |
| Rok  | Miejscowość  | IN          | SP          | PU          | MS          | RL          | MR          | SR          |
| ---- | ------------ | ----------- | ----------- | ----------- | ----------- | ----------- | ----------- | ----------- |
| 1960 | Squaw Valley | 11.         | nd.         | nd.         | nd.         | nd.         | nd.         | –           |
| 1964 | Innsbruck    | 11.         | nd.         | nd.         | nd.         | nd.         | nd.         | –           |
| 1968 | Grenoble     | 11.         | nd.         | nd.         | nd.         | 2.          | nd.         | –           |

### Mistrzostwa świata
| Rok  | Miejscowość            | Konkurencje | Konkurencje | Konkurencje | Konkurencje | Konkurencje | Konkurencje | Konkurencje |
| Rok  | Miejscowość            | IN          | SP          | PU          | MS          | RL          | MR          | SR          |
| ---- | ---------------------- | ----------- | ----------- | ----------- | ----------- | ----------- | ----------- | ----------- |
| 1961 | Umeå                   | 21.         | nd.         | nd.         | nd.         | –           | nd.         | –           |
| 1962 | Hämeenlinna            | 6.          | nd.         | nd.         | nd.         | 3.          | nd.         | –           |
| 1963 | Seefeld                | 5.          | nd.         | nd.         | nd.         | 3.          | nd.         | –           |
| 1966 | Garmisch-Partenkirchen | 1.          | nd.         | nd.         | nd.         | 1.          | nd.         | –           |
| 1967 | Altenberg              | 3.          | nd.         | nd.         | nd.         | 1.          | nd.         | –           |
| 1969 | Zakopane               | 9.          | nd.         | nd.         | nd.         | 2.          | nd.         | –           |